# 蔡庆参
蔡庆参（{1932年-2023年1月1日}），男，浙江温岭人，中国药物化学家，曾任沈阳药学院副院长，中国药学会秘书长。

## 家庭
父亲蔡诵芬。弟弟蔡庆生曾任台州市文联常务副主席。